# LIV (SO) Serval
Лёгкий бронированный автомобиль Rheinmetall LandSysteme для специальных операций, или LIV (SO), представляет собой немецкий лёгкий бронированный транспортный автомобиль, основанный на Mercedes-Benz G-Class. Его также известны под названиями Serval, Wolf и AGF. Как следует из названия, LIV (SO) предназначен специально для использования силами специальных операций, обладая лёгкой бронёй, высокой мобильностью и огневой мощью. Разработка автомобиля началась в 2002 году, и в 2004 году немецкой армией было закуплено 21 единица для спецназа KSK. Неуказанное количество транспортных средств было поставлено Швейцарской армии в 2007 году.

## Наименование
Название "Лёгкий бронированный автомобиль для специальных операций Rheinmetall LandSysteme (RLS)" сокращается как LIV (SO).Он также продается под названиями Wolf и Serval. Немецкое название для LIV (SO) - Aufklärungs- und Gefechtsfahrzeug, что означает "разведывательное и боевое транспортное средство". Транспортное средство также маркетингово представлено с использованием сокращения этого названия, AGF, без перевода. LIV (SO) также обозначается комбинацией этих названий, таких как LIV (SO) Wolf, LIV (SO) Serval и Serval AGF.

## Разработка и история эксплуатации
Rheinmetall получил контракт на LIV (SO) от Министерства обороны Германии в 2002 году. Транспортные средства требовались в срочном порядке, и Rheinmetall было отведено всего 10 месяцев на поставку первого образца. Первоначальный заказ составил 21 транспортное средство, все из которых были поставлены в подразделения спецназа Германии в 2004 году. Швейцарская армия получила несколько модифицированных LIV(SO) в 2007 году. LIV (SO) также рассматривался для закупки Литвой в 2005 году, хотя окончательный контракт был заключен с Land Rover.
В марте 2019 года немецкая армия подала официальный запрос на замену Serval.

## Описание
LIV (SO) разработан на шасси и ходовой части модели 270 CDI Mercedes-Benz G-Class. Однако максимальная грузоподъемность и колёсная база LIV (SO) выше, чем у обычного G-Class. Рама обеспечивает защиту от опрокидывания. LIV (SO) имеет полный привод, и оснащается 5-цилиндровым дизельным двигателем объемом 2 685 см³, мощностью 156 лошадиных сил (116 кВт). Двигатель устойчив к низкокачественному топливу и соответствует стандартам выбросов Euro 3. Коробка передач - 5-ступенчатая автоматическая от Mercedes-Benz.
Максимальная скорость LIV (SO) - 120 км/ч (75 миль в час), а дальность хода - 830 км (520 миль) на 150 литрах (33 имперских галлонов; 40 американских галлонов) топлива. LIV (SO) может быть транспортирован в воздухе, и его вооружение может быть сложено для загрузки в транспортный вертолет  Sikorsky CH-53 или вертолет CH-47 Chinook.

### Вооружение и броня
LIV (SO) является легко бронированным транспортным средством. Его нижняя часть защищена от взрывов гранат, и её можно усилить, чтобы выдерживать взрывы противопехотных мин. Могут быть добавлены частичные баллистические панели для защиты корпуса, а также можно бронировать отсек двигателя. Лобовое стекло не бронировано, но его можно снять и заменить на бронированное стекло. Транспортное средство оснащено орудийной станцией Rheinmetal 609K, которую можно оснастить оружием, таким как 40-мм гранатомет Heckler & Koch GMG или крупнокалиберный пулемёт Поворотные кронштейны на задней палубе и переднем пассажирском сидении позволяют транспортному средству быть оснащенным двумя пулеметами общего назначения калибра 7,62 мм.

## Операторы

### Нынешние операторы
- Германия: Используется Командованием специальных операций (KSK). В августе 2021 года должен быть заменен моделью AGF 2.
- Швейцария

### Потенциальные операторы
- Германия, заказано 1 004 бронеавтомобилей Caracal для Luftlandebrigade 1, Gebirgsjägerbrigade 23 и KSK. Ожидается дополнительный заказ на 1 050 транспортных средств в будущем.
- Нидерланды, заказано 504 транспортных средств Caracal в 2023 году для бригады "Luchtmobiele Brigade". План по достижению 1 004 транспортных средств Caracal для Нидерландской армии. Поставки запланированы с 2025 года, голландская версия собирается на VDL Special Vehicles BV - Eindhoven. Первый заказ общий с немецкой армией, всего 1 508 транспортных средств за 870 миллионов евро.
- Украина, Поставка 5 транспортных средств Caracal ожидается в конце 2023 года - начале 2024 года.